# Espúrio Lucrécio Tricipitino
Espúrio Lucrécio Tricipitino (m. 509 a.C.; em latim: Spurius Lucretius Tricipitinus) foi um membro da gente Lucrécia e um dos quatro líderes da revolução que derrubou a monarquia romana e o primeiro cônsul sufecto de Roma, escolhido para terminar o mandato de Lúcio Júnio Bruto, que morreu lutando contra as forças reais de Tarquínio, o Soberbo. Ele era pai de Lucrécia, cujo estupro por Sexto Tarquínio e subsequente suicídio foram os estopins do fim da revolta. Acredita-se que Lucrécio e seus atos sejam pelo menos parcialmente lendários, uma vez que quase todas as referências à sua pessoa estão em Lívio e Plutarco.

## Queda da monarquia romana
Antes de sair em campanha, Soberbo, o nomeou prefeito urbano e, enquanto estava fora de Roma, comandando o cerco de Ardea, seu filho, Sexto Tarquínio, estuprou Lucrécia, a esposa de Lúcio Tarquínio Colatino, um sobrinho do rei, antes de voltar para o acampamento. No dia seguinte, Lucrécia, vestida de preto, foi até a casa de seu pai e lançou-se numa posição de súplica (agarrando seus joelhos), chorando. Quando instada a contar o que estava acontecendo, ela insistiu que fossem primeiro convocadas testemun has e, depois de revelar o estupro, pediu ao pai e elas que a vingassem, uma súplica que não podia ser ignorada, pois ela estava falando com o maior magistrado romano. Enquanto eles debatiam, ela sacou uma adaga e enfiou-a no próprio coração, morrendo nos braços do pai. 
| “ | Esta terrível cena chocou os presentes com tamanho horror e compaixão que todos clamaram, a uma só voz, que preferiam morrer mil mortes em defesa de sua liberdade do que sofrer novamente os ultrajes cometidos por tiranos. | ” |

Numa versão alternativa, ela não foi até Roma, mas enviou emissários em busca do pai e do marido, pedindo que cada um trouxesse um amigo (testemunha). Os escolhidos foram Públio Valério Publícola, de Roma, e Lúcio Júnio Bruto, do acampamento em Ardea onde estava Colatino. Os quatro encontraram Lucrécia em seus aposentos e ela explicou o que havia acontecendo, recitando o juramento da vingança em seguida: Deem-me sua palavra solene de que o adúltero não ficará impune. Enquanto eles discutiam o tema, ela sacou a adaga e se matou.
Durante a revolta, Lucrécio ficou no encargo da cidade de Roma enquanto Bruto seguiu para o acampamento do exército em Ardea.

## Início da república
Depois da revolta, Tricipitino foi provavelmente eleito interrex (inter-rei) pelos patrícios para presidir as eleições nas quais seriam escolhidos os dois primeiros cônsules. Bruto e Colatino (ambos primos do rei) foram eleitos como os dois primeiros cônsules de Roma. Colatino rapidamente foi obrigado a renunciar pois seu nome lembrava o povo do antigo rei, um movimento apoiado por Bruto:
Depois que Colatino partiu, Valério foi eleito em seu lugar. Bruto, por seu vez, foi morto na Batalha de Silva Arsia. Depois de algum atraso, Valério realizou as eleições para substituir Bruto e Lucrécio foi escolhido, apesar de sua idade avançada. Lucrécio morreu poucos dias depois e foi sucedido na função por Marco Horácio Púlvilo.